# Kalchreuth

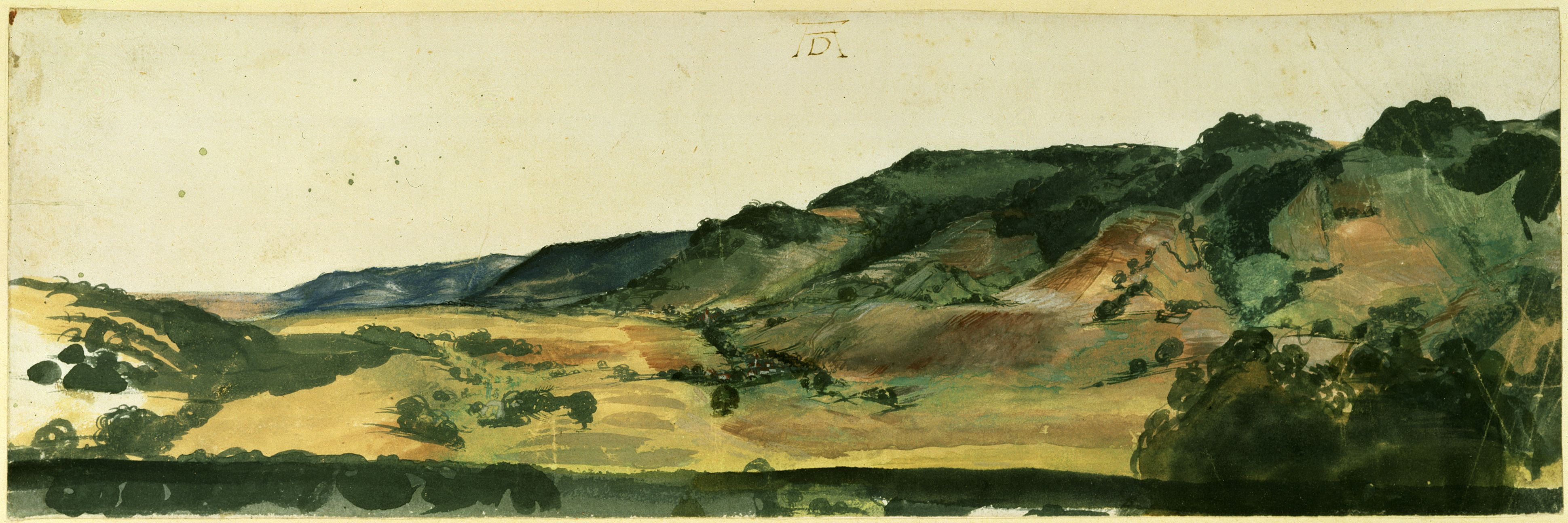
Albrecht Dürer, Tal von Kalckreuth (1494/95)

Kalchreuth (fränkisch: Kolchraet) ist eine Gemeinde im mittelfränkischen Landkreis Erlangen-Höchstadt.

## Geographie

### Geographische Lage
Die Gemeinde liegt jeweils ca. zehn Kilometer nordöstlich von Nürnberg und südöstlich von Erlangen im Erlanger Oberland auf einem Höhenrücken des Sebalder Reichswalds. Der Ort wird wegen der zahlreichen Kirschbäume auch das „Kirschendorf“ genannt.
Kalchreuth liegt auf einem langgestreckten Höhenzug des Schwarzen Jura (Lias), der einen Teil des fränkischen Schichtstufenlandes bildet. Der Kalchreuther Forst westlich und südlich des Ortes ist ein beliebtes Ausflugsgebiet.

### Nachbargemeinden
Nachbargemeinden sind Uttenreuth (im Nordwesten), Dormitz (im Norden), Eckental (im Nordosten) und Heroldsberg (im Süden und Südosten). Weiter grenzen die gemeindefreien Gebiete Dormitzer Forst (im Norden und Westen) und Kalchreuther Forst (im Südwesten) an.

### Gemeindegliederung
Die Gemeinde hat sechs Gemeindeteile (in Klammern ist der Siedlungstyp angegeben):
- Gabermühle (Einöde)
- Kalchreuth (Pfarrdorf)
- Käswasser (Dorf)
- Minderleinsmühle (Einöde)
- Röckenhof (Dorf)
- Stettenberg (Einöde)

Bis 1900 gab es auf dem Gemeindegebiet den Gemeindeteil Wolfsfelden.
Es gibt die Gemarkungen Kalchreuth und Röckenhof. Die Gemarkung Kalchreuth hat eine Fläche von 9,480 km². Sie ist in 3098 Flurstücke aufgeteilt, die eine durchschnittliche Flurstücksfläche von 3060,19 m² haben. In ihr liegen neben dem namensgebenden Ort die Gemeindeteile Gabermühle, Käswasser, Minderleinsmühle und Stettenberg.

### Natur

#### Klima
Durch den Klimawandel sind auch in Kalchreuth die Temperaturen gestiegen. Im Sommer ist es oft unangenehm heiß, und im Winter sind ausgiebige Schneefälle eher selten geworden. Der vieljährige Mittelwert der Niederschläge von 1981 bis 2010 betrug 825 l/mm². Die mittlere Grundwasserbildung aus Niederschlag lag von 1971 bis 2000 zwischen 100 und 150 mm/a.

#### Topografie

##### Gelände
Die Kalchreuther Höhe als Ausläufer der Frankenalb ist ein Hügel, welcher sich von Osten nach Westen hinzieht. Der höchste Punkt der Erhebung befindet sich im Ortsteil Käswasser mit 432 m. Sie fällt im Norden in das Tal der Schwabach auf 300 m ab und im Süden in das Tal der Gründlach auf 330 m.

##### Gewässer

Die Dürerquelle im Kehlgraben

Wie auf alten Postkarten zu sehen ist, stand auf dem Dorfplatz früher ein Ziehbrunnen. Trotz der Lage auf einem Hügel gibt es im Dorf auch einige Quellen. Sie waren früher die Voraussetzung für eine Besiedlung. Die Beschreibungen in einer Chronik lassen vermuten, dass der Sperkhof ursprünglich am Spirkbrunnen gegründet worden war. Weitere Quellen waren der Käsbrunnen in Käswasser und die Dürerquelle in der Kehle. Durch sie soll Albrecht Dürer für seine Zeichnung Quelle im Wald mit Antonius und Paulus inspiriert worden sein. An einem Abschnitt der Schwabach, der zu Kalchreuth gehört, liegen die Gabermühle und die Minderleinsmühle. Der Kreuzweiher am Schöllenbacher Weg nahe der nördlichen Gemeindegrenze gelegen, war früher ein gut besuchtes Familienbad und existiert nur noch als Weiher. Er verfügte auch über einen hölzernen Sprungturm. Nach einem schweren Unfall wurde er abgerissen.

#### Boden
Die Art und Qualität des Bodens sind durch die Zersetzung der Ablagerungen in der Liaszeit entstanden. Auf der Südseite der Kalchreuther Höhe ist der dunkle, kalkhaltige Ton zu einem schweren, fruchtbaren Ackerland mittlerer Güte verwittert. Auf der Nordseite besteht der Boden vorwiegend aus sandigem Lehm. Hier vermischte sich der Ton mit dem auf dieser Seite austretenden Rhätsandstein. Im Westen und Nordwesten grenzt der Sebalder Reichswald an das Gemeindegebiet. Dort tritt die Rhätsandsteinschicht voll zutage. Die abfließenden Bäche, wie der Teufelsgraben und der Heide-Kehlgraben haben sich tief in das Gestein eingegraben und eine interessante Formation geschaffen.

#### Flora und Fauna
Im Rahmen der Biotopkartierung Bayern wurden auf dem Gebiet der Gemeinde Kalchreuth u. a. geschützte Biotope in der Teufels Badestube, am Zusammenfluss von Teufelsgraben und Röstgraben und am Jungfernsitz ausgewiesen. Rund um das Dorf wachsen verschiedene geschützte Pflanzen, wie z. B. das Breitblättrige Knabenkraut, die Waldhyazinthe, das Rote Waldvögelein und die Akelei. Die untere Naturschutzbehörde unterstützt den Schutz der alten Kirschgärten und sehr erfolgreich die Anlage neuer Kirschgärten.

## Geschichte

### Ur- und Frühgeschichte
Hinweise, wie die Geländeform des Gemeindegebietes entstand, finden sich in einer Tongrube zwischen Kalchreuth und Heroldsberg. Beim Abbau des Tones stieß man auf eine Schicht mit zahlreichen Versteinerungen. Die Ammoniten der Gattung Pleuroceras gelten als Leitfossil für die erdgeschichtlich Periode des Oberen Pliensbachiums. Sie deuten darauf hin, dass das Gebiet vor ca. 180 Millionen Jahren von Wasser bedeckt war. Durch Ablagerungen von eingeschwemmtem Ton und Kalk entstanden mächtige Schichten.
Gegen Ende der Kreide wurden infolge der Kontinentalverschiebungen diese Schichten nach oben gedrückt. Das Wasser floss ab, es entstand eine Anhöhe, welche Lias-Insel genannt wird.

Die Sperkquelle (auch als Sperckquelle bezeichnet)

Der Pfarrer und Geschichtsschreiber Carl Gottlob Rehlen beschreibt in seiner Geschichte und Chronik von Kalchreuth die Besiedlung des Gebietes durch den Volksstamm der Slawen im 8. Jahrhundert. Der erste Hinweis auf eine slawische Hofstatt in Kalchreuth berichtet über ein „Kunig-Gütlein“ im Jahre 1455. Die Bezeichnung deutet darauf hin, dass es sich um ein kleines Anwesen handelte, welches aus einem früheren Königshof entstand. Es war am Puschenbach angesiedelt, der an der Sperckquelle entspringt. In jedem Slawendorf gab es ein Gehöft, welches nur dem König lehenspflichtig war und extra zwei Hufen Landes für ihn bestellte.
Im Verlauf der hochmittelalterlichen Rodungen wurde auch Kalchreuth neu besiedelt. Die späte Besiedlung ist nicht nur auf die schwere Arbeit des Rodens, sondern auch auf die Qualität des Bodens zurückzuführen. Vielleicht war der Boden auch durch frühere Ansiedlungen belastet.

### Mittelalter

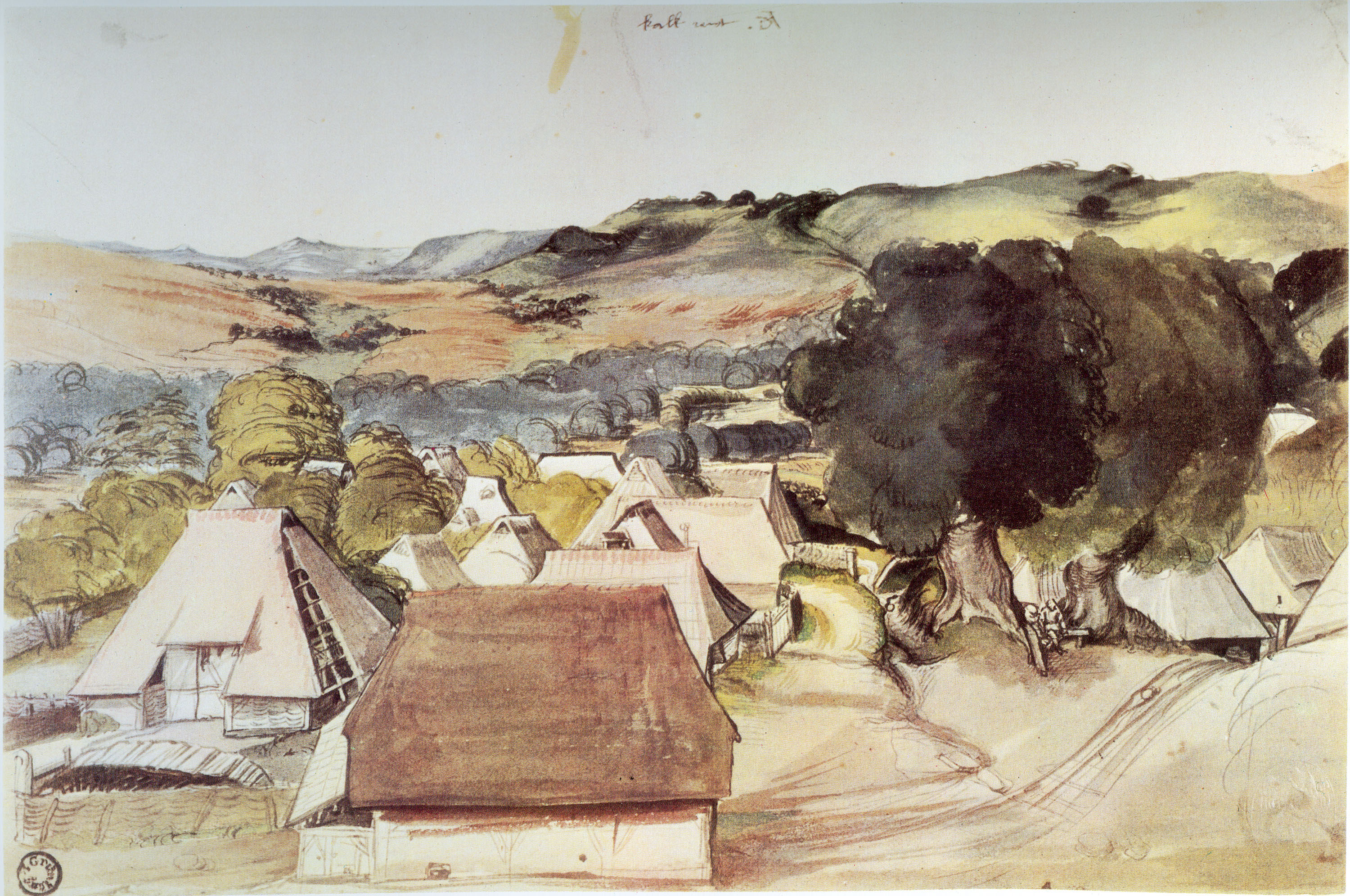
Albrecht Dürer, Ansicht von Kalchreuth (ca. 1511)

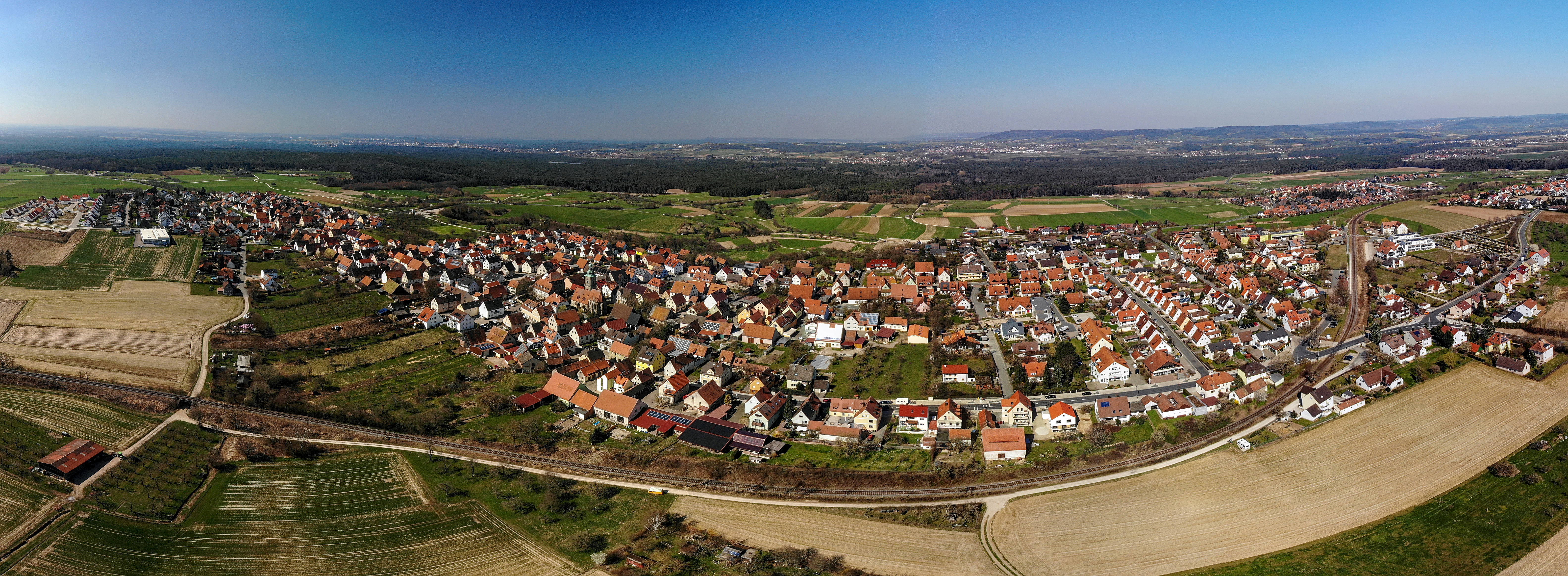
Panoramaluftaufnahme von Süden

Der Ort wurde 1298 als „Kalkrevt“ erstmals urkundlich erwähnt. Der Ortsname leitet sich von der Beschaffenheit des Untergrundes (Kalk) und vom Ursprung als Rodungsinsel im Sebalder Reichswald (Reuth, Rodung) ab.
Als erster zuverlässiger Beweis für die Existenz des Dorfes Kalchreuth gilt eine Urkunde vom 20. Dezember 1298. In ihr wird bestätigt, dass König Albrecht von Habsburg die Burggrafen Johann I., Friedrich IV. und deren Schwester Agnes mit Kalchreuth belehnten. Im Jahre 1342 verkauften die beiden Burggrafen das Dorf „mit all seinen Gütern“ an Ulrich II. Haller. Damit begann eine lange Zeit einer engen Verbindung mit dem Nürnberger Patriziergeschlecht Haller, die erst im Jahre 1850 endete. Als Kondominat gehörte Kalchreuth zum Nürnberger Land und lag gleichzeitig im Gebiet des Markgrafen Albrecht Achilles von Brandenburg-Ansbach. Durch diese problematische Lage wurde Kalchreuth in den Markgrafenkriegen stark in Mitleidenschaft gezogen. Im Ersten Markgrafenkrieg am 5. Juli 1449 brannten die Truppen des Markgrafen Albrecht Kalchreuth ab. Sie verschonten auch die Anwesen nicht, deren Lehensgeber der Markgraf selbst war. Im Zweiten Markgrafenkrieg wurde Kalchreuth am „2. Juni 1552 wiederum gebrandschatzt und am 7. April 1553 geplündert“.

### Neuzeit
In der ersten Gemeindeordnung von 1527 wurden vier Dorfsmeister gewählt. Die Amtszeit dauerte zwei Jahre. Zur alljährlichen Gemeindeversammlung hatte jedermann zu erscheinen. Im Jahre 1560 wurde die Dorfsordnung erneuert. Durch den Kauf und Verkauf von Gütern hatten sich die Machtverhältnisse verändert. So stand nicht mehr der Schlossherr Jakob Haller von Hallerstein an erster Stelle, sondern Markgraf Georg Friedrich von Brandenburg-Kulmbach. Im Dreißigjährigen Krieg hatten die Kalchreuther hinter den Nürnberger Mauern Schutz gesucht. Thomas Kracker, ein junger Mann, der Lesen und Schreiben konnte, hat in seinen Lebenserinnerungen die furchtbaren Umstände beschrieben, aber auch, wie es nach Kriegsende schnell wieder aufwärts ging. Die Jahre 1670 bis 1700 sind gekennzeichnet durch die Streitigkeiten zwischen den Kalchreuther Lehensherren. Neben der Familie Haller waren dies der Markgraf von Bayreuth, vertreten durch den markgräflichen Vogt und Wildmeister, der von Wallenrodtsche Vikar zu Schwabach und der Herr von Imhof. Nachdem Christian Friedrich Carl Alexander von Brandenburg-Ansbach im Jahre 1791 in einem Geheimvertrag seine Fürstentümer an Preußen abgetreten hatte, wurde die uralte Dorfsordnung aufgehoben und 1796 an deren Stelle das Preußische Landrecht gesetzt. Zugleich wurde auch der Pfarrer von seiner alten kirchlichen Behörde freigestellt und am 3. Juni 1795 der Superintendentur Bayersdorf unterstellt. Im Frieden von Tilsit 1807 kam Kalchreuth mit dem preußischen Fürstentum Brandenburg-Bayreuth unter französische Verwaltung und mit dem Pariser Vertrag von 1810 zum Königreich Bayern.
Von 1797 bis 1810 unterstand der Ort dem Justiz- und Kammeramt Erlangen. Im Rahmen des Ersten Gemeindeedikts wurde 1813 der Steuerdistrikt Kalchreuth gebildet. Zu diesem gehörten Gabermühle, Großgeschaidt, Habernhofermühle, Käswasser, Kleingeschaidt, Langenbruckermühle, Minderleinsmühle, Röckenhof, Stettenberg und Wolfsfelden. Mit dem Zweiten Gemeindeedikt (1818) entstanden folgende Ruralgemeinden:
- Großgeschaidt;
- Kalchreuth mit Gabermühle, Käswasser, Minderleinsmühle, Stettenberg und Wolfsfelden;
- Kleingeschaidt;
- Röckenhof;
- Habernhofermühle und Langenbruckermühle zur Ruralgemeinde Weiher.

Die Gemeinde Kalchreuth war in Verwaltung und Gerichtsbarkeit dem Landgericht Erlangen zugeordnet und in der Finanzverwaltung dem Rentamt Erlangen (1919 in das Finanzamt Erlangen umbenannt). Ab 1862 gehörte Kalchreuth zum Bezirksamt Erlangen (1939 in Landkreis Erlangen umbenannt), die Gerichtsbarkeit lag beim im gleichen Jahr geschaffenen Stadt- und Landgericht Erlangen (1879 in das Amtsgericht Erlangen umgewandelt). Die Gemeinde hatte 1964 eine Gebietsfläche von 9,470 km².

### Eingemeindungen
Im Zuge der Gebietsreform in Bayern wurde am 1. Mai 1978 die Gemeinde Röckenhof eingegliedert.

### Einwohnerentwicklung
Gemeinde Kalchreuth
| Jahr      | 1818   | 1840   | 1852   | 1861   | 1867   | 1871   | 1875   | 1880   | 1885   | 1890   | 1895   | 1900   | 1905   | 1910   | 1919   |
| --------- | ------ | ------ | ------ | ------ | ------ | ------ | ------ | ------ | ------ | ------ | ------ | ------ | ------ | ------ | ------ |
| Einwohner | 777    | 896    | 994    | 1033   | 1021   | 980    | 982    | 1005   | 957    | 885    | 882    | 823    | 847    | 873    | 884    |
| Häuser    | 157    | 111    |        |        |        | 133    |        |        | 137    | 142    |        | 134    |        |        |        |
| Quelle    | [ 44 ] | [ 48 ] | [ 49 ] | [ 50 ] | [ 51 ] | [ 52 ] | [ 53 ] | [ 54 ] | [ 55 ] | [ 56 ] | [ 49 ] | [ 57 ] | [ 49 ] | [ 58 ] | [ 49 ] |
|           |        |        |        |        |        |        |        |        |        |        |        |        |        |        |        |
| Jahr      | 1925   | 1933   | 1939   | 1946   | 1950   | 1961   | 1970   | 1987   | 2008   | 2013   | 2017   |        |        |        |        |
| Einwohner | 929    | 1022   | 1081   | 1551   | 1564   | 1499   | 1619   | 2314   | 3058   | 2924   | 2964   |        |        |        |        |
| Häuser    | 177    |        |        |        | 216    | 207    |        | 632    |        |        | 933    |        |        |        |        |
| Quelle    | [ 59 ] | [ 49 ] | [ 49 ] | [ 49 ] | [ 60 ] | [ 45 ] | [ 61 ] | [ 62 ] | [ 63 ] | [ 63 ] | [ 63 ] |        |        |        |        |

Ort Kalchreuth
| Jahr      | 001818 | 001840 | 001861 | 001871 | 001885 | 001900 | 001925 | 001950 | 001961 | 001970 | 001987 | 002023 |
| --------- | ------ | ------ | ------ | ------ | ------ | ------ | ------ | ------ | ------ | ------ | ------ | ------ |
| Einwohner | 617    | 712    | 859    | 833    | 794    | 723    | 822    | 1358   | 1372   | 1367   | 1872   | 1859   |
| Häuser    | 94     | 84     |        |        | 109    | 119    | 166    | 216    | 249    |        | 509    |        |
| Quelle    | [ 44 ] | [ 48 ] | [ 50 ] | [ 52 ] | [ 55 ] | [ 57 ] | [ 59 ] | [ 60 ] | [ 45 ] | [ 61 ] | [ 62 ] | [ 64 ] |

## Politik

### Gemeinderat
Der Gemeinderat von Kalchreuth besteht aus 16 Mitgliedern und dem Ersten Bürgermeister.
Sitzverteilung im Gemeinderat:
|      | CSU | SPD | Grüne | Freie Wähler | Gesamt |
| 2008 | 7   | 1   | 1     | 7            | 16     |
| 2014 | 6   | 2   | –     | 8            | 16     |
| 2020 | 5   | –   | 4     | 7            | 16     |

### Bürgermeister
Berufsmäßiger Erster Bürgermeister ist seit 27. Februar 2024 Otto Klaußner (CSU). Sein Vorgänger, Herbert Saft (parteilos), wurde erstmals 2008 zum Ersten Bürgermeister gewählt. Zum Jahresende 2023 legte er sein Amt aus gesundheitlichen Gründen nieder. Vorgänger von Herbert Saft war Erwin Nützel (CSU).

### Wappen und Flagge

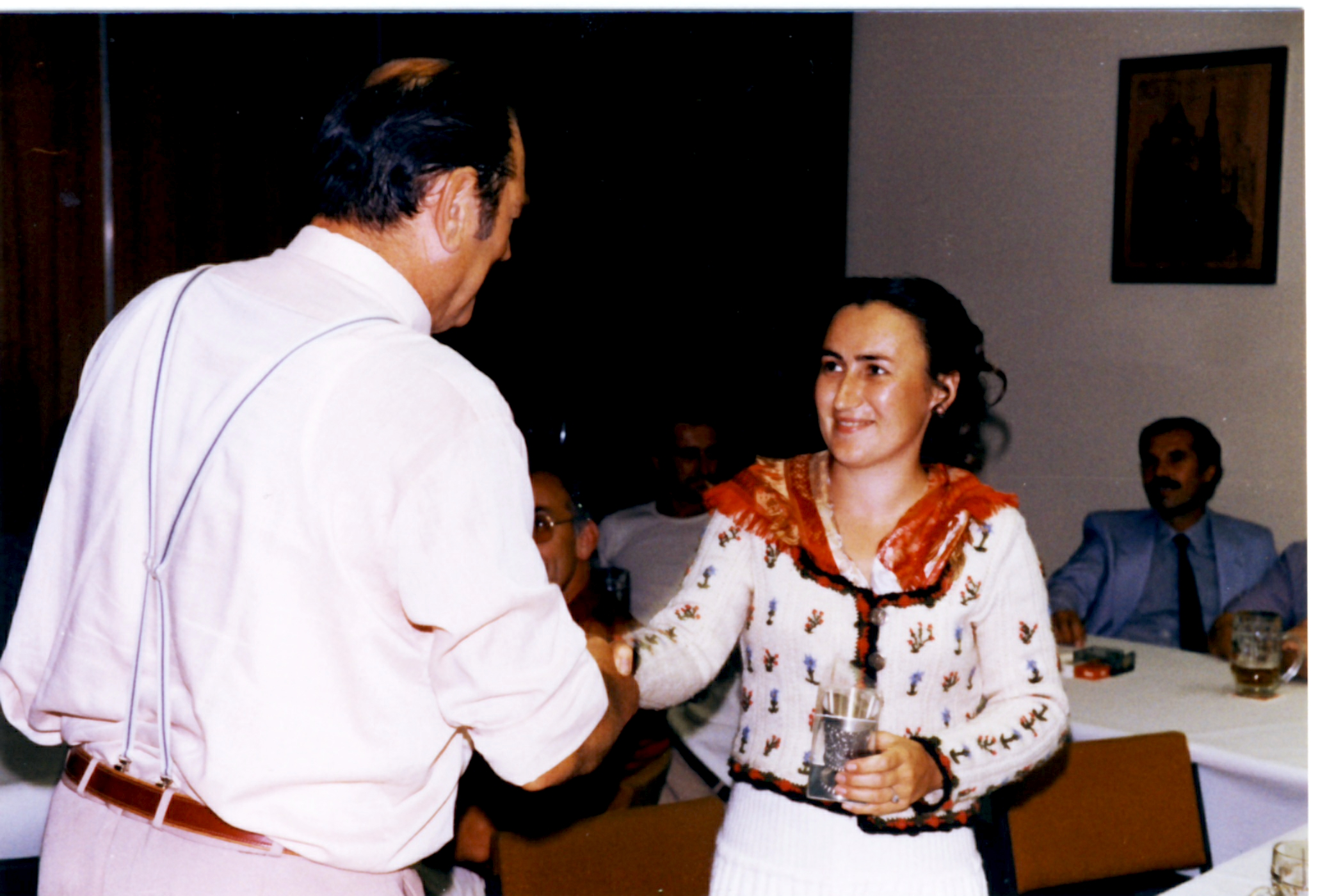
Bürgermeister Hans Sulzer gratuliert Ursula Lindstedt zur Annahme ihres Wappens für die Gemeinde Kalchreuth.

Wappen
| Wappen von Kalchreuth | Blasonierung: „Geviert; 1: In Rot ein schräggestürzter, schwarzgefüllter, silberner Sparren; 2: in Silber ein rot gekrönter und bewehrter schwarzer Löwe; 3: in Silber ein schwarzes Andreaskreuz; 4: in Rot eine silberne Kirschblüte mit grünen Kelchblättern.“ |
| Wappen von Kalchreuth | Wappenbegründung: Im ersten Feld steht das Stammwappen der Freiherren Haller von Hallerstein, die von 1342 bis 1850 in Kalchreuth ansässig waren und bis 1465 die Alleinherrschaft im Ort innehatten. Der Löwe im zweiten Feld ist die Wappenfigur der Burggrafen von Nürnberg, die Kalchreuth im Jahr 1298 erwarben. Das Andreaskreuz im dritten Feld weist auf die Pfarrkirche hin, die dem Heiligen Andreas geweiht war. Die Kirschblüte im vierten Feld stellt die Lage der Gemeinde im bekannten fränkischen Kirschenanbaugebiet dar. Im Gemeindeblatt Kalchreuth vom 1. Juni 1980 wurden die Gemeindebürger um Anregungen für ein ansprechendes Gemeindewappen gebeten. Unter vielen Vorschlägen wählte der Bürgermeister Hans Sulzer gemeinsam mit dem Gemeinderat den Wappenvorschlag von Ursula Lindstedt aus. Am 10. Dezember 1981 wurde das Wappen für die Gemeinde Kalchreuth von der Regierung von Mittelfranken genehmigt. |

Flagge
Die Gemeindeflagge ist rot-weiß.

### Gemeindepartnerschaften
- Kalchreuth unterhält seit 1993 eine Partnerschaft mit La Chapelle-des-Fougeretz in Frankreich.

## Kultur und Sehenswürdigkeiten

### Bau- und Bodendenkmäler

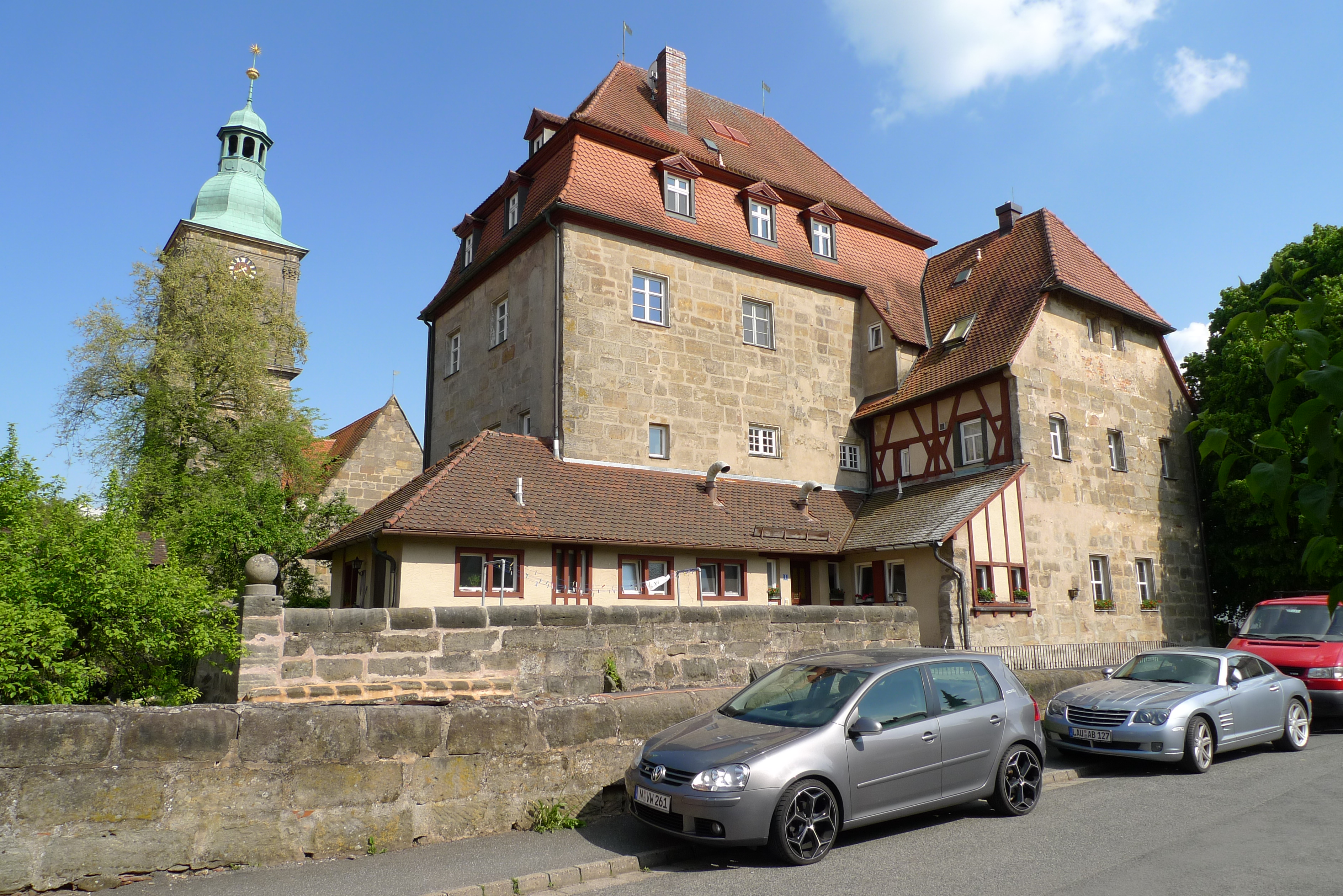
Westseite von Schloss und Kirche

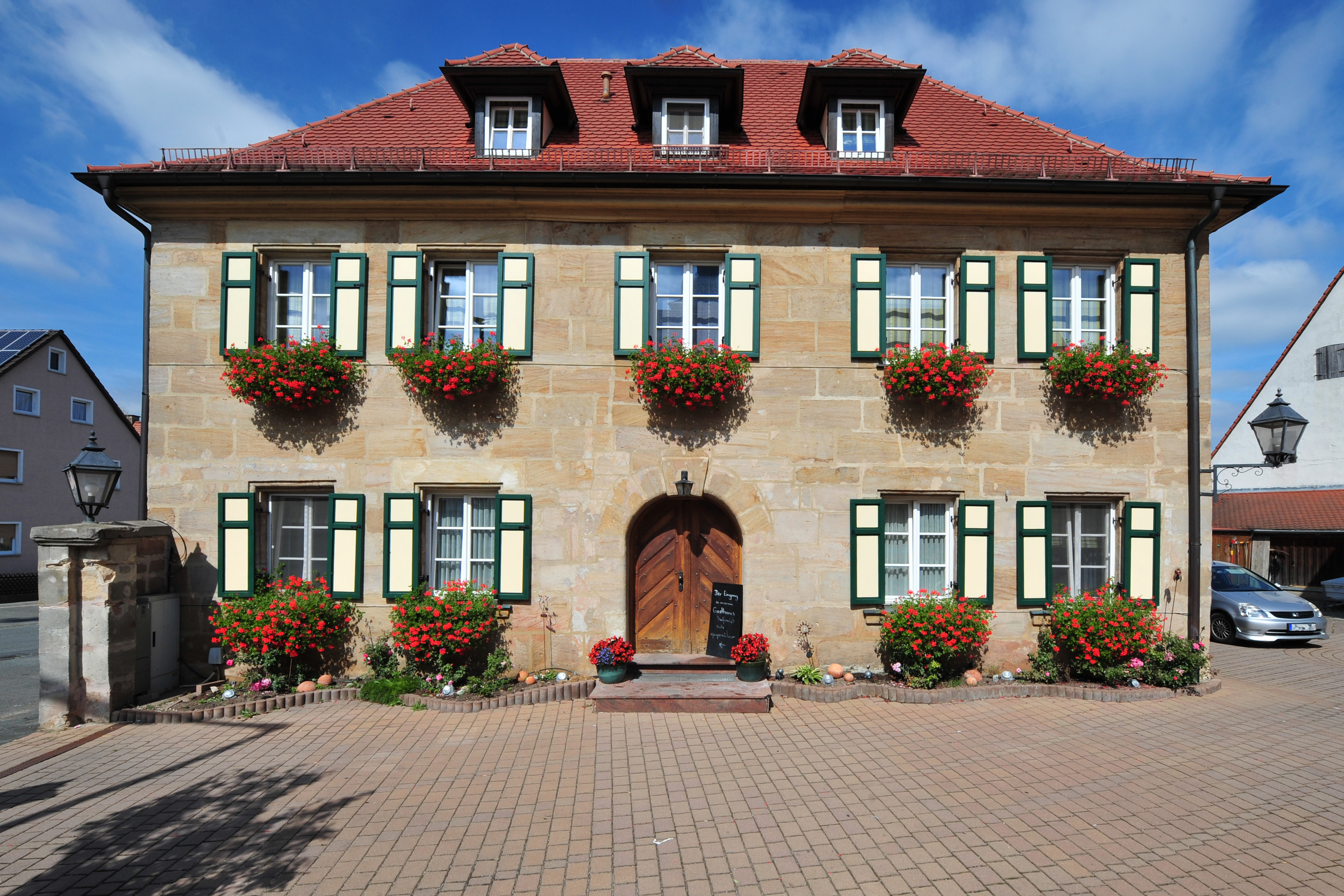
Schlösschen

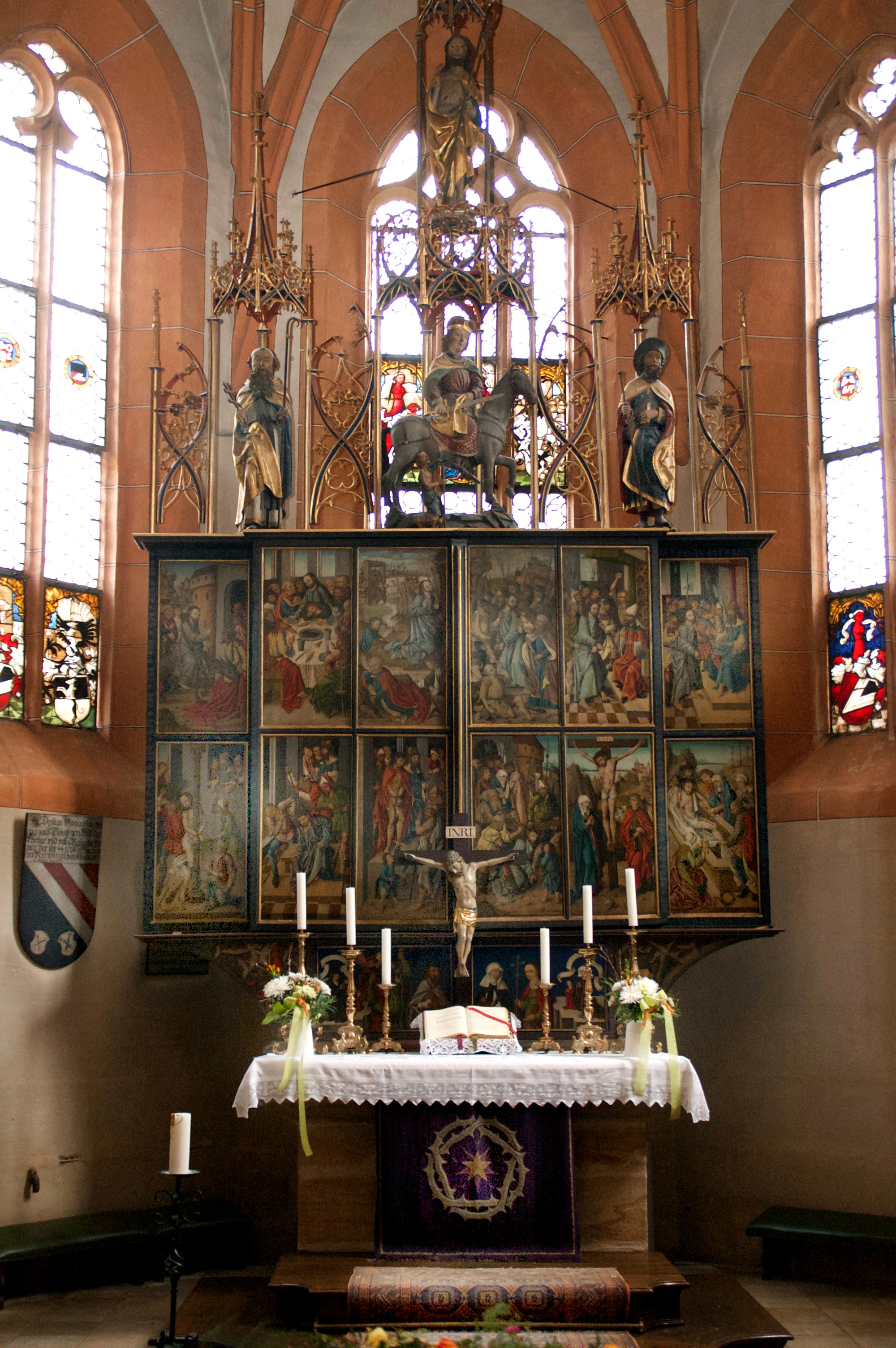
Sankt-Andreas-Kirche, Hochaltar aus der Werkstatt von Dürers Lehrherrn Michael Wolgemut

Die Sankt-Andreas-Kirche und das benachbarte Hallerschloss (ein ehemaliges Wasserschloss der Nürnberger Patrizierfamilie Haller von Hallerstein, das sie von 1395 bis 1850 besaß) bilden ein bedeutsames Bauensemble. In der Schloss-Gaststätte befand sich die Rudolf-Schiestl-Gesellschaft. Die Gastwirtschaft im Schloss ist seit 2015 nicht mehr bewirtschaftet.
Weithin berühmt ist die im Wesentlichen spätmittelalterliche Ausstattung der 1471 im gotischen Stil erbauten Kirche mit dem 1494 von der Familie Haller gestifteten Chor, in dem sich unter anderem der Schreinaltar aus der Werkstatt von Michael Wolgemut, dem Lehrherrn Albrecht Dürers, befindet. Ebenso berühmt ist das neun Meter hohe, aus Sandstein gemeißelte Sakramentshäuschen von Adam Kraft. Das älteste und bekannteste Kunstwerk sind die zwölf Tonapostel über dem Chorgestühl, die es erhalten und vollzählig nur noch in Kalchreuth gibt.
Der erste Herrensitz in Kalchreuth wird umgangssprachlich als Hallerschloss bezeichnet. Wann und von wem er erbaut wurde, ist unbekannt. Der erste Hinweis befindet sich in einer Notiz über eine Vereinbarung zwischen Ulrich Haller und der Gemeinde im Jahre 1362. 1533 erwarb Jobst IV. Haller zu Hallerstein den Herrensitz. 1850 ging der Besitz der Patrizierfamilie von Haller durch den Verkauf an den Schreinermeister Woelfel und seine Frau Sophie geb. Endres in Kalchreuth. Damit ging eine fast 500-jährige Patronatsherrschaft zu Ende.
Der zweite Herrensitz, das sogenannte Wölckern-Schlösschen, ist ein zweigeschossiger Sandsteinquaderbau mit Walmdach aus der zweiten Hälfte des 18. Jahrhunderts. Der Nürnberger Bürger Matthäus Sauermann soll an dieser Stelle 1492 einen eigenen Sitz errichtet haben, der im Zweiten Markgrafenkrieg 1552/53 niedergebrannt wurde. Der Nürnberger Rat ließ 1684 ein Fachwerkobergeschoss aufsetzen, um eine Försterwohnung einzurichten. 1716 wurde das Haus an Georg Karl Imhoff verkauft. Ernst Imhoff errichtete 1759 ein steinernes Obergeschoss mit Walmdach, profiliertem Traufgesims und Dachgauben in der bis heute erhaltenen Form. Imhoff verkaufte den Besitz 1763 an die Familie Wölckern. 1845 erwarb das Königreich Bayern den Sitz und richtete darin eine Forstdienststelle ein. Heute befindet sich in dem restaurierten Gebäude ein Hotel.
Der dritte Herrensitz wurde zunächst als das „Neue Haus“ bezeichnet. Der Bau wurde 1592 durch Martin und Carl Haller begonnen, aber erst nach 1600 fertig gestellt. Er stand in der Weißgasse und war zweigädig. Wegen der ausladenden Wasserspeier wurde das Gebäude im Volksmund auch „Drachenschloss“ genannt. Nachdem das Schloss seit 1761 als Bauernhaus genutzt worden war, ließ es der letzte Besitzer im Jahre 1937 abreißen. An seiner Stelle steht ein Gästehaus.
In Röckenhof stand einst ein Herrensitz der Patrizierfamilie Starck. Ein Nürnberger Kupferstich aus dem 17. Jahrhundert zeigt eine Anlage mit einem dreistöckigen Gebäude. Das Herrenhaus wurde 1856 abgebrochen und an seiner Stelle ein Wohn- und Gasthaus errichtet.

### Natur
Südlich des Kalchreuther Gemeindeteiles Stettenberg befinden sich die in der Räth-Sandsteinformation liegende Stettenberger Schlucht, westlich die Teufelsbadstube sowie die Dürerquelle und östlich des Gemeindeteils Röckenhof die Kübelsbachschlucht.

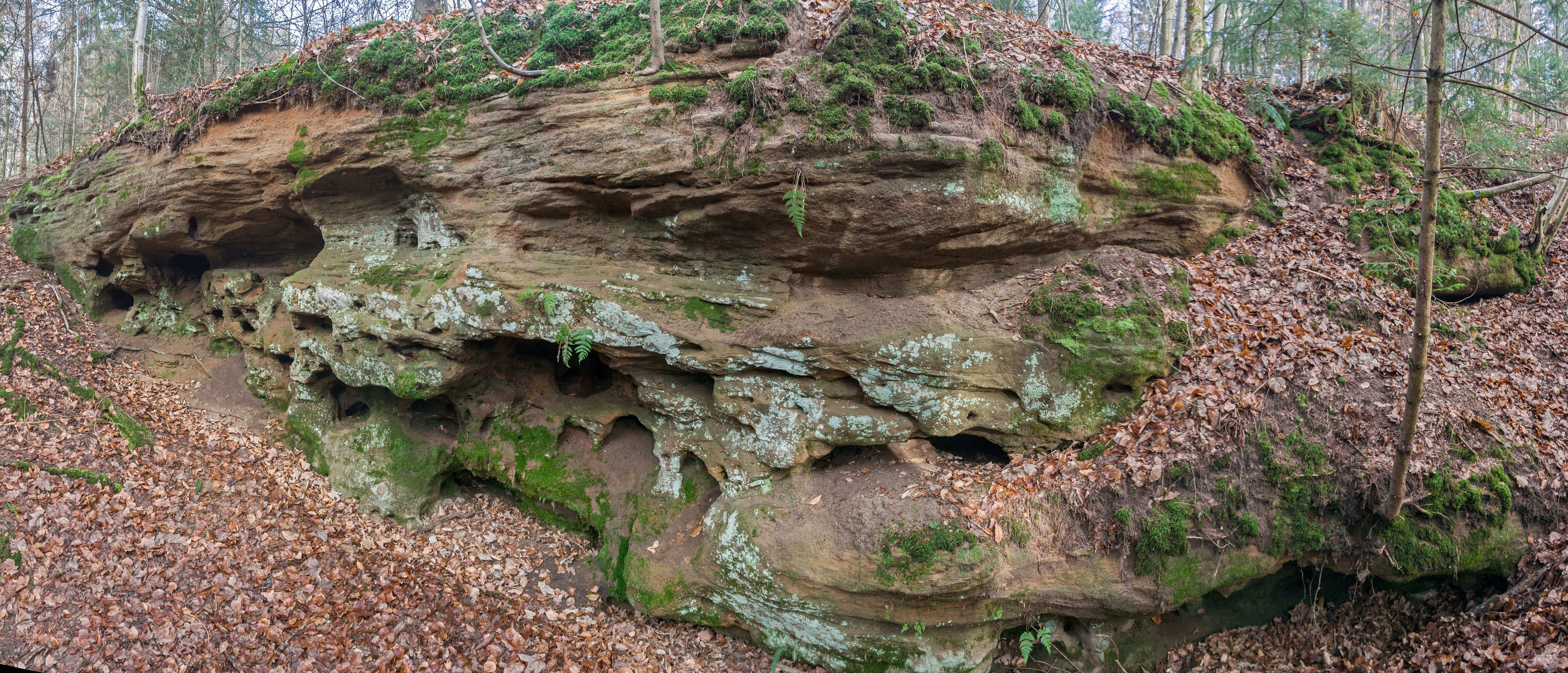
Felsformation in der Stettenberger Schlucht, Januar 2014

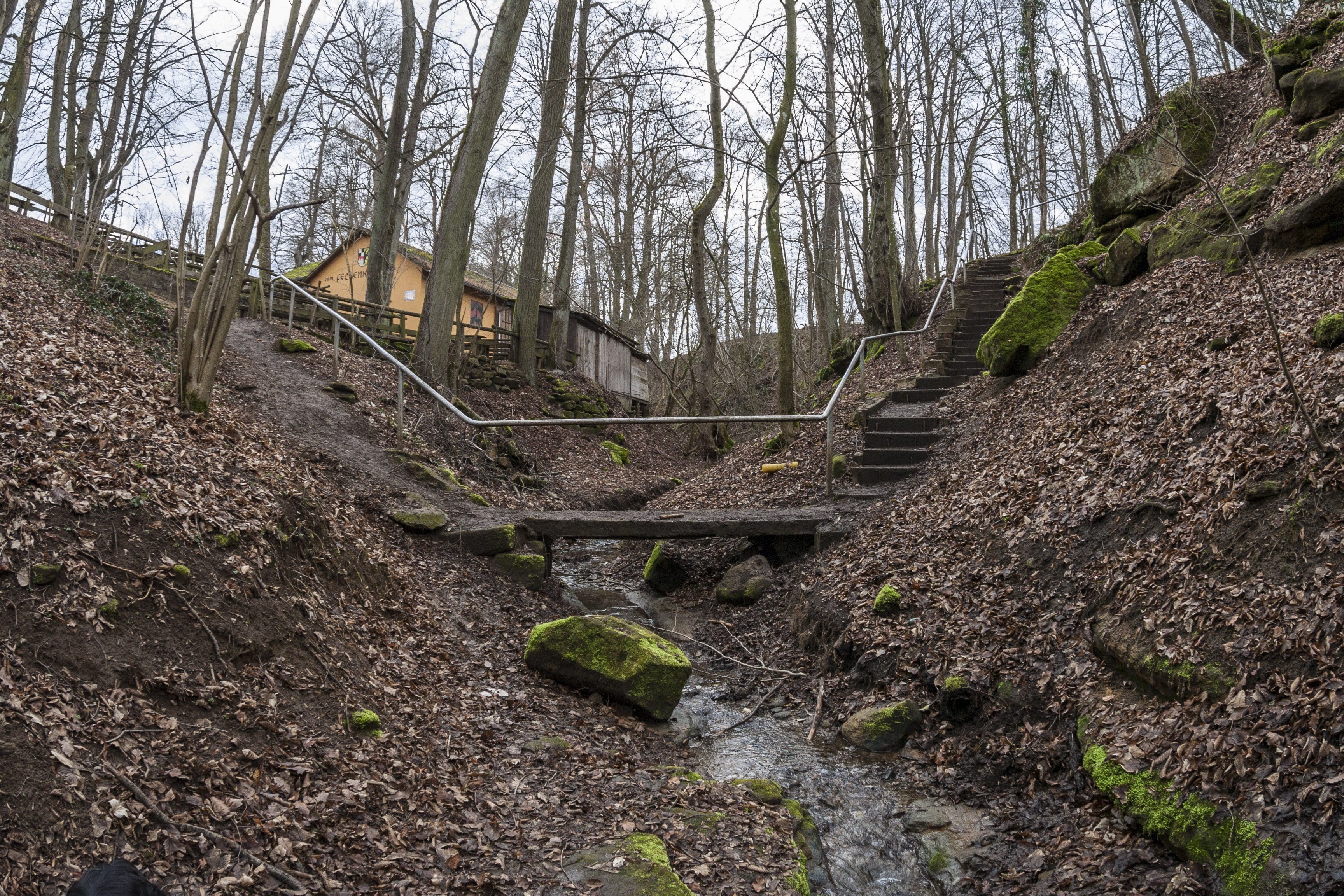
Teufelsbadstube

### Regelmäßige Veranstaltungen
Die Kirchweih (Kärwa) findet immer am zweiten Wochenende im August statt. Jedes Jahr zu dieser Zeit entbrennt die Rivalität zwischen den „Maslas Boum“ (Burschen) vom Gasthof Meisel und den „Metzgersboum“ vom Roten Ochsen. Eine jahrhundertelange Tradition ist dabei das „Fässla ausgrom“. Dabei geht es darum, dass die „Boum“ von der einen Seite mehrere Fässchen bei den „Boum“ von der anderen Seite vergraben. Ziel ist es, ein oder mehrere Fässer der anderen Partei zu finden. Die Kirchweih „gewonnen“ hat die Mannschaft, welche mehr Fässer gefunden hat. Wird kein Fass gefunden, entscheidet die Anzahl der vergrabenen Fässer. Stichtag ist der Kirchweih-Sonntag, an dem die Fässer ausgegraben werden.
Am ersten Sonntag im Juli findet die „Kirschkerwa“ statt. Das Fest wurde 1974 vom Bund Naturschutz als Teil des Kirschenprojekts zum Schutz der Streuobstwiesen ins Leben gerufen. Ab Mittag gibt es in den Kirschwiesen an der Erlanger Straße Informations- und Verkaufsstände rund um das Thema Kirschen und Natur(schutz). Für Unterhaltung ist mit Kirschkernweitspucken, Musik und Aktionen wie der Schafschur gesorgt.

## Wirtschaft und Infrastruktur

### Gewerbe
Die Betriebe in Kalchreuth sind vorwiegend klein- und mittelständisch geprägt. Im Gewerbegebiet „An der Kaufleite“ sind Firmen ohne übermäßige Umweltbelastungen angesiedelt.
Die seit 1620 bestehende Minderleinsmühle im gleichnamigen Gemeindeteil stellt als Spezialbäckerei glutenfreie und laktosefreie Produkte für Zöliakiekranke her.
Der Kalchreuther Keller ist ein seit 1865 bestehender Biergarten, liegt in einem tief eingeschnittenen Tal und gilt als schattigster Biergarten Frankens.

### Verkehr

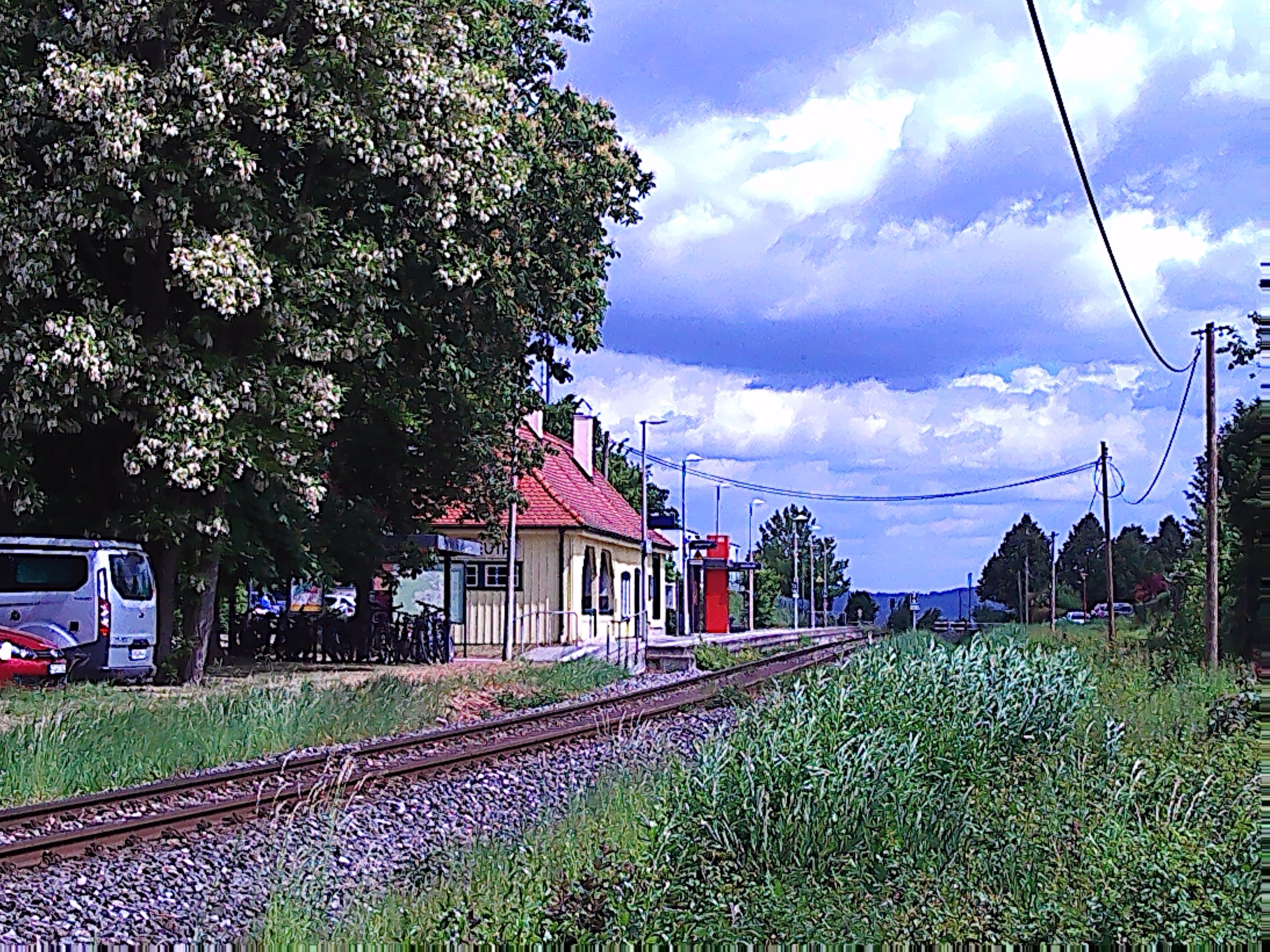
Der Haltepunkt der Gräfenbergbahn

Kalchreuth hat eine Haltestelle an der eingleisigen Gräfenbergbahn (R21). Vor der Generalsanierung der Strecke in den 1990er Jahren gab es einen Bahnhof mit einem zweiten Gleis für den Begegnungsverkehr.
Die VGN-Regionalbuslinie 210 verbindet werktäglich Heroldsberg mit Erlangen und bedient zwei Haltestellen in Kalchreuth.
Die Staatsstraße 2243 verläuft zur Staatsstraße 2240 bei Weiher (4,5 km nordwestlich) bzw. nach Heroldsberg zur Bundesstraße 2 (2,5 km südöstlich). Die Kreisstraße ERH 6/N 3 verläuft nach Neunhof (7 km südwestlich) bzw. nach Röckenhof (1,25 km nordöstlich). Die Kreisstraße ERH 10 verläuft über Käswasser (1 km östlich) nach Großgeschaidt zur B 2 (3 km östlich).
Durch Kalchreuth verläuft der Fränkische Marienweg.

### Freizeit

#### Vereine
Die Vereine in Kalchreuth sind auf verschiedenen Gebieten aktiv. Neben dem Sport engagieren sich Bürger für Kinder und Jugend, Senioren, Gesang und Musik, Kultur und Politik. Die Feuerwehren der einzelnen Gemeindeteile kümmern sich um den Schutz der Bevölkerung.
Nachfolgend werden beispielhaft einige Vereine vorgestellt:
- Verein zur Pflege internationaler Beziehungen

Am 18. September 1993 wurde im Rathaus von La Chapelle-des-Fougeretz in Frankreich ein Partnerschaftsvertrag unterzeichnet. Ein Verein hat es sich zur Aufgabe gemacht, den am 22. Januar 1963 abgeschlossenen Élysée-Vertrag auf kommunaler Ebene umzusetzen.
- kubaka e. V.

Der Bahnhof in Kalchreuth wurde im Jahre 1908 für die Bahnstrecke Nürnberg Nordost–Gräfenberg erbaut. Bis 1963 diente er als Bahnstation. Seit 1998 steht er unter Denkmalschutz. Der 1999 gegründete Verein restaurierte das Gebäude und nutzt es seit 2007 als Veranstaltungsort.
Die Veranstaltungsreihe Jazz am Bahnhof wurde in den Jahren 2017, 2018 und 2019 von der Bundesbeauftragten für Kultur und Medien mit dem APPLAUS ausgezeichnet.
- 1. FC Kalchreuth e. V.

Der 1946 gegründete 1. FC Kalchreuth e. V. ist der mitgliederstärkste Verein in Kalchreuth. Im Jahr 2016 gelang der Fußballmannschaft der Aufstieg in die Bezirksliga. Zwischenzeitlich entwickelte er sich als ein Verein für den Breitensport mit 10 Abteilungen. Vor allem die Jugendarbeit wird durch Sponsoren und die Gemeinde großzügig gefördert.
- Freiwillige Feuerwehr Kalchreuth

Neben den klassischen Aufgaben der Feuerwehr leisten einige Einsatzkräfte zusätzlich Dienst in der „First Responder“-Gruppe.

#### Sport und Erholung
Ein ausgedehntes Wanderwegenetz erschließt das Dorf, seine Gemeindeteile und die Umgebung. Die Themenwege sind auf Schautafeln an den vorgeschlagenen Startpunkten ausführlich beschrieben. Ein Historischer Rundweg durch das Dorf führt an Anwesen vorbei, an denen Informationstafeln mit den Hausnamen angebracht sind. Sie beschreiben in Stichpunkten die Geschichte des Gehöftes. Es wurden vier Nordic-Walking-Wege mit unterschiedlichen Längen angelegt. Es gibt auch verschiedene Erlebnis- und Lehrpfade. Der Bodenlehrpfad Kalchreuth ist der älteste in Bayern. Zu den überörtlichen Routen gehören der Jakobsweg, der Fränkische Marienweg, der Gräfenberg-Bahnweg und die markierten Wege des Fränkischen Albvereins.
Am Ortsausgang an der Erlanger Straße und am östlichen Ortsrand des Gemeindeteiles Röckenhof ist jeweils ein Kinderspielplatz angelegt. Mit Hilfe der Städtebauförderung wurde am Ortsausgang in der Buchenbühler Straße ein Bewegungspark eingerichtet.

### Medien
In Kalchreuth erscheint wöchentlich seit 1992 das wochenblatt. Es wird mittwochs kostenlos an alle Haushalte verteilt und berichtet redaktionell aus dem Gemeindeleben, von den Vereinen, Verbänden, Kirchen und kommunalen Einrichtungen. Die Auflage beträgt 17.000 Exemplare. Verbreitungsgebiet ist Eckental, Heroldsberg, Kalchreuth, Igensdorf. Der herausgebende NOVUM-Verlag befindet sich im Eckentaler Gemeindeteil Brand.
Das wochenblatt wird ergänzt durch das Online-Portal www.wochenklick.de.

## Persönlichkeiten
- Heinz Strehl (1938–1986), Fußballspieler
- Frank Kortan (* 1964), Maler, lebt und arbeitet in Kalchreuth
- Monika Ritter (* 1962), Bildhauerin und Grafikerin; lebt in Kalchreuth[92]
- Karl-Heinz Thiemann (* 1933), Opernsänger, lebt in Kalchreuth